# Panacea (lepke)
A Panacea a rovarok (Insecta) osztályának a lepkék (Lepidoptera) rendjéhez, ezen belül a tarkalepkefélék (Nymphalidae) családjához tartozó Biblidinae alcsalád egyik neme.

## Rendszerezés
A nembe az alábbi 6 faj tartozik:
- Panacea prola
- Panacea regina
- Panacea chalcothea
- Panacea divalis
- Panacea procilla
- Panacea bleuzeni